# Samaritán (film, 2022)
Samaritán (v originále Samaritan) je americký superhrdinský film z roku 2022, který režíroval Julius Avery a scénář napsal Bragi F. Schut. Příběh, který je popisován jako drsné a temné pojetí superhrdinských filmů, byl již dříve adaptován do grafických románů Mythos Comics, jejichž autory jsou Schut, Marc Olivent a Renzo Podesta. Film vznikl v koprodukci společností Metro-Goldwyn-Mayer Pictures a Balboa Productions. Ve filmu se v hlavní roli představili Sylvester Stallone, Javon „Wanna“ Walton, Pilou Asbæk, Dascha Polanco a Moisés Arias. Příběh vypráví o klukovi, který má podezření, že jeho soused je tajný superhrdina, o němž se věřilo, že zemřel před mnoha lety.
Samaritán byl uveden 26. srpna 2022 společností United Artists Releasing a Amazon Studios prostřednictvím streamování na Prime Video. Film získal od kritiků smíšené hodnocení. 

## Děj
Před 25 lety v Granite City žili nadlidé a dvojčata Samaritan a Nemesis. Po smrti rodičů se jejich cesty rozdělily – Samaritan se stal hrdinou, Nemesis padouchem. Během střetu v elektrárně oba údajně zemřeli. Samaritanova legenda však žije dál.
Dnes třináctiletý Sam se snaží pomáhat matce a zaplete se s gangem vedeným Cyrusem. Po útoku na něj ho zachrání soused Joe Smith, který vykazuje nadlidskou sílu. Sam se domnívá, že Joe je Samaritan. Mezitím Cyrus najde kladivo Nemesise a rozsévá chaos ve městě.
Joe popírá svou identitu, ale když přežije sražení autem a rychle se uzdraví, Sam o tom nepochybuje. Joe a Sam se spřátelí, ale když gang unese Sama a jeho matku, Joe přichází na pomoc. Bojuje s Cyrusem, nyní v roli nového Nemesise, a přiznává, že on je ve skutečnosti původní Nemesis. Samaritan zemřel, když mu jeho bratr nedokázal pomoci.
Joe zabije Cyruse, zničí kladivo, ale téměř podlehne svým schopnostem. Sam ho zachrání vodou z potrubí. Joe přiznává svou minulost, ale nabádá Sama, aby si volil dobro. Před novináři Sam tvrdí, že přežil Samaritan, a Joe mizí neznámo kam.

## Obsazení
- Sylvester Stallone jako Joe Smith
- Javon 'Wanna' Walton jako Sam Cleary
- Pilou Asbæk jako Cyrus
- Dascha Polanco jako Tiffany Clearyová
- Moisés Arias jako Reza
- Martin Starr jako Albert Casier
- Sophia Tatum jako Sil
- Jared Odrick jako Farshad
- Michael Aaron Milligan jako Tuna
- Henry G. Sanders jako Arthur Holloway
- Shameik Moore jako Devin Holloway
- Abraham Clinkscales jako Jace